# IXYS
IXYS Corporation ist ein US-amerikanisches Unternehmen mit Sitz in Kalifornien.

## Geschichte
Die 1983 gegründete Firma entwickelt Produkte im Bereich der Hochleistungselektronik. IXYS war eines der ersten Unternehmen, das sich auf die Entwicklung von Leistungshalbleitern, integrierten Schaltungen und HF-Systemen spezialisiert hatte. IXYS bietet Leistungshalbleiter für Solar- und Windenergie-Umwandlung, und die erste Solarzelle für Gerätebatterien an. IXYS war an der NASDAQ gelistet.
2010 übernahm IXYS den Prozessorhersteller Zilog. Im Jahr 2018 wurde die Übernahme von IXYS durch den Elektronikhersteller Littelfuse abgeschlossen.

## Struktur
Mit Sitz in Silicon Valley hat IXYS mehr als 1000 Mitarbeiter in neun Schwesterunternehmen weltweit. Auch einige Fremdfirmen sind mit in der IXYS Gruppe integriert (unter anderem Westcode aus Südengland und Clare aus New York). IXYS hat einen Kundenstamm von über 2000 Telekommunikations-, Industrie-, Medizin-, Transport- und Konsumgütern. 
In Deutschland ist IXYS im südhessischen Lampertheim vertreten, dort wurde 1990 die Leistungshalbleiter-Sparte von Asea Brown Boveri übernommen. Der Standort, an dem 500 Mitarbeiter beschäftigt sind, entwickelte sich zu einer der tragenden Säulen der IXYS Group.